# پل راجرز
پل راجرز (انگلیسی: Paul Rodgers؛ زادهٔ ۶ اکتبر ۱۹۸۹) بازیکن فوتبال اهل بریتانیا است.
از باشگاه‌هایی که در آن بازی کرده‌است می‌توان به باشگاه فوتبال آرسنال، باشگاه فوتبال بیلریکای، باشگاه فوتبال نیوپورت کانتی، باشگاه فوتبال نورث‌همپتون تاون، باشگاه فوتبال نورث‌همپتون تاون، باشگاه فوتبال سنت نئوتز تاون، باشگاه فوتبال بیلریکای، باشگاه فوتبال فارن‌بورو، باشگاه فوتبال بروملی، و تیم ملی فوتبال زیر ۱۷ سال انگلستان اشاره کرد.
وی همچنین در تیم‌های ملی فوتبال 16 و 17 سال انگلستان بازی کرده‌است.